# Žumen
Žumen (Cissus) je rod rostlin z čeledi révovité. Jsou to úponkaté liány s jednoduchými nebo složenými listy a drobnými, většinou zelenými nebo červenými květy. Rod zahrnuje asi 320 druhů a je rozšířen v tropech celého světa. Některé druhy jsou pěstovány jako pokojové rostliny, jiné mají využití v medicíně či potravinářství.

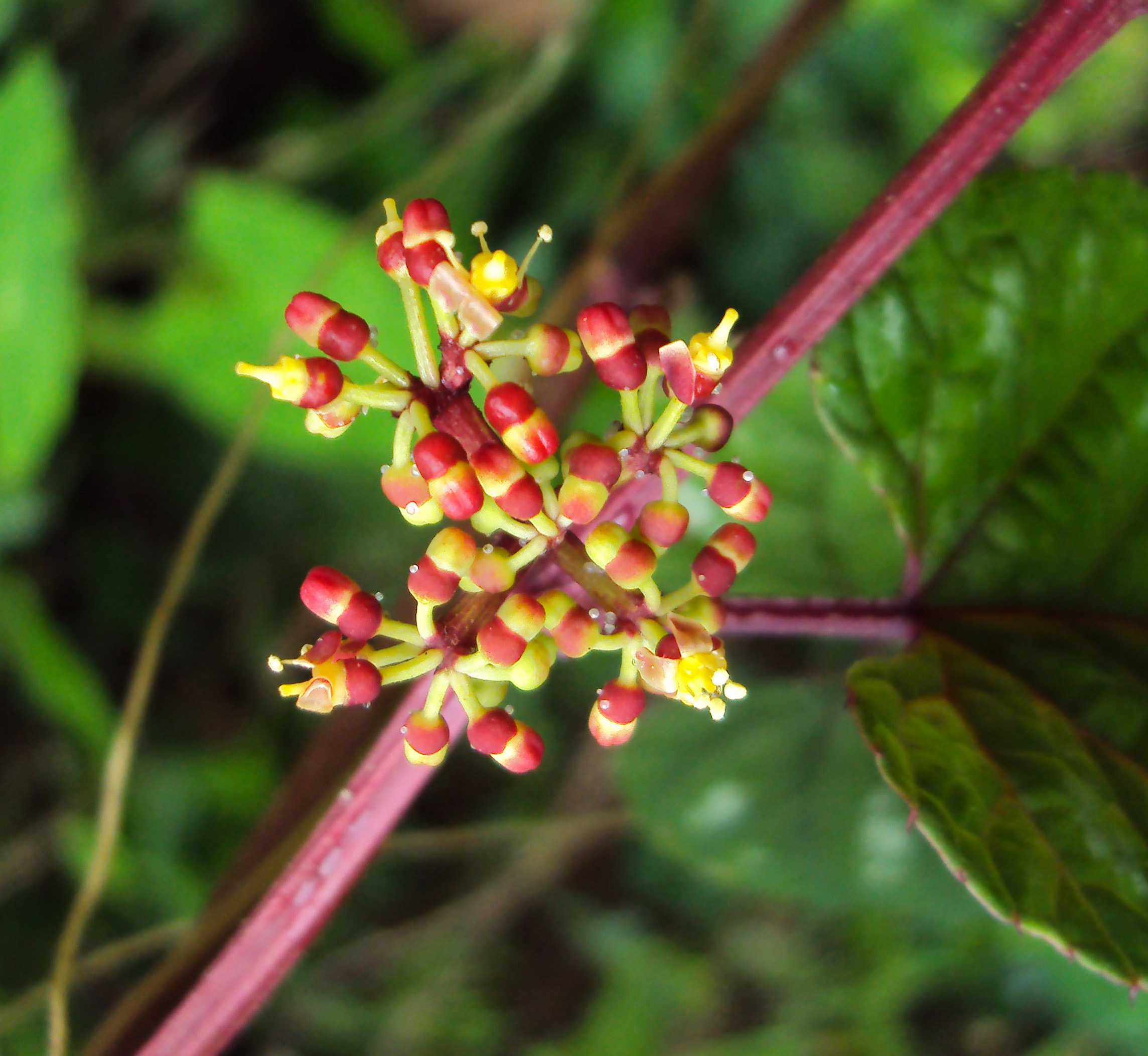
Květenství Cissus javana

## Popis
Žumeny jsou dřevnaté nebo polodřevnaté liány s úponky. Kořeny jsou často hlízovité. Některé druhy mají dužnaté, článkované stonky (např. Cissus quadrangularis, C. hexangularis, C. subaphylla). Listy jsou jednoduché nebo dlanitě složené, často zubaté nebo laločnaté. Palisty jsou párové a brzy opadavé. Úponky jsou jednoduché nebo rozdvojené, řidčeji hroznovitě rozvětvené. Rostliny jsou jednodomé nebo mnohomanželné. Květenstvím je okolíkovitý nebo chocholíkovitý vrcholík či složený vidlan, vyrůstající naproti listovému řapíku (někdy květenství vyhlíží jako úžlabní). Květy jsou drobné, pravidelné, čtyřčetné, stopkaté, nejčastěji zelené nebo červené. Kalich je miskovitý, lysý. Korunní lístky jsou volné a opadávají jednotlivě. Květní terč je dobře vyvinutý, na okraji zvlněný nebo lehce čtyřlaločný. Tyčinky jsou 4 a vyrůstají z báze terče. Semeník je srostlý ze 2 plodolistů a obsahují 2 komůrky. V každém plodolistu jsou 2 vajíčka. Čnělka je zřetelná a nese nedělenou nebo dvoulaločnou bliznu. Bobule jsou elipsoidní nebo vejcovité a obsahují nejčastěji jediné semeno, řidčeji 2 až 4.

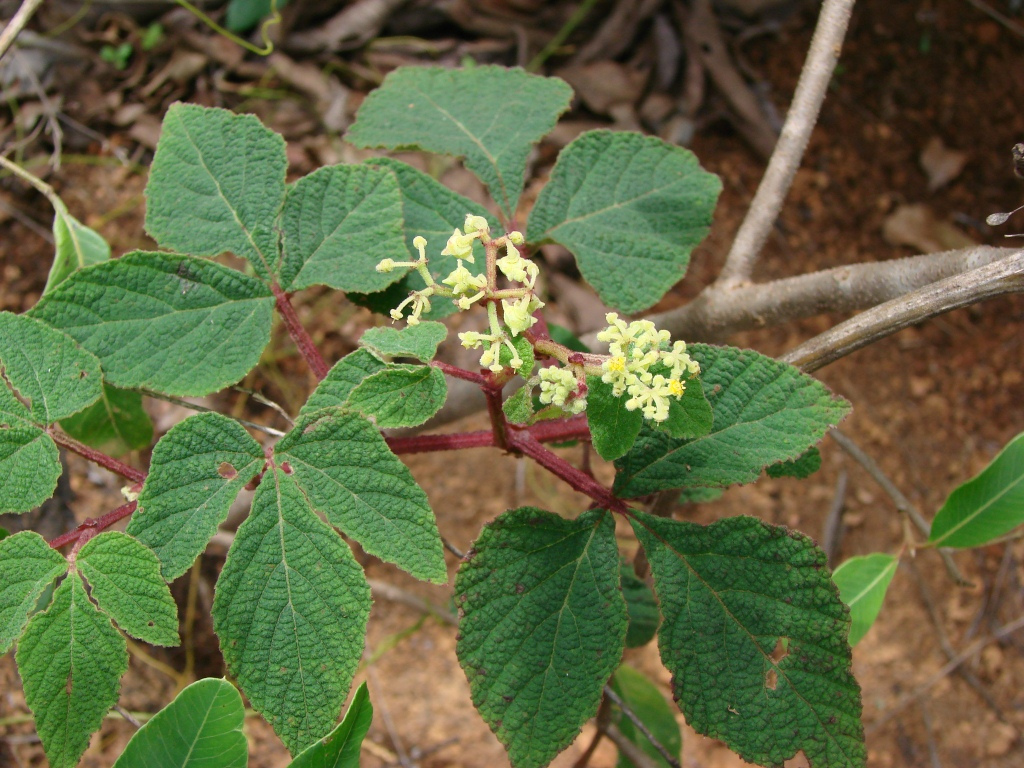
Žumen Cissus duarteana
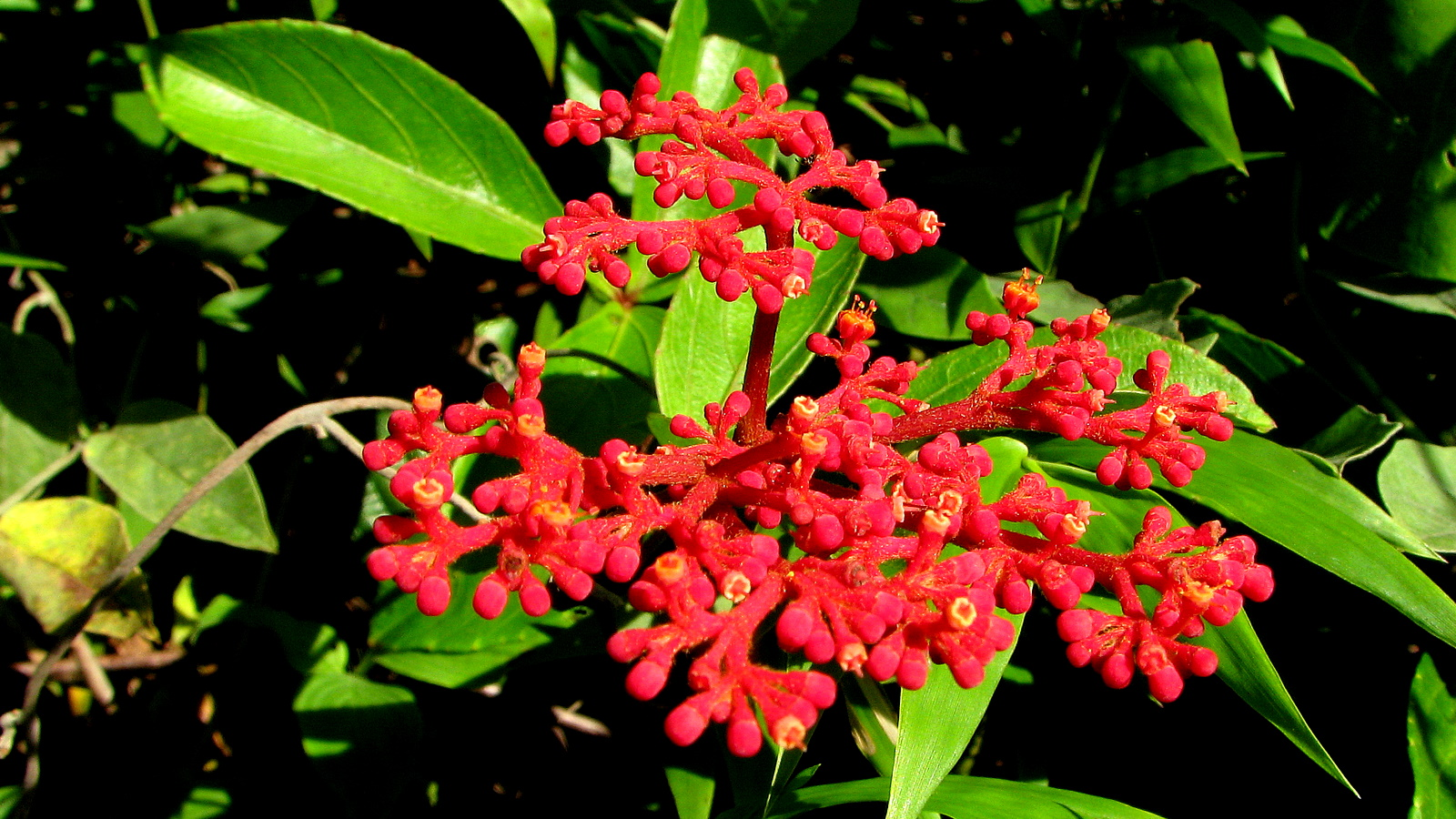
Květenství Cissus erosa
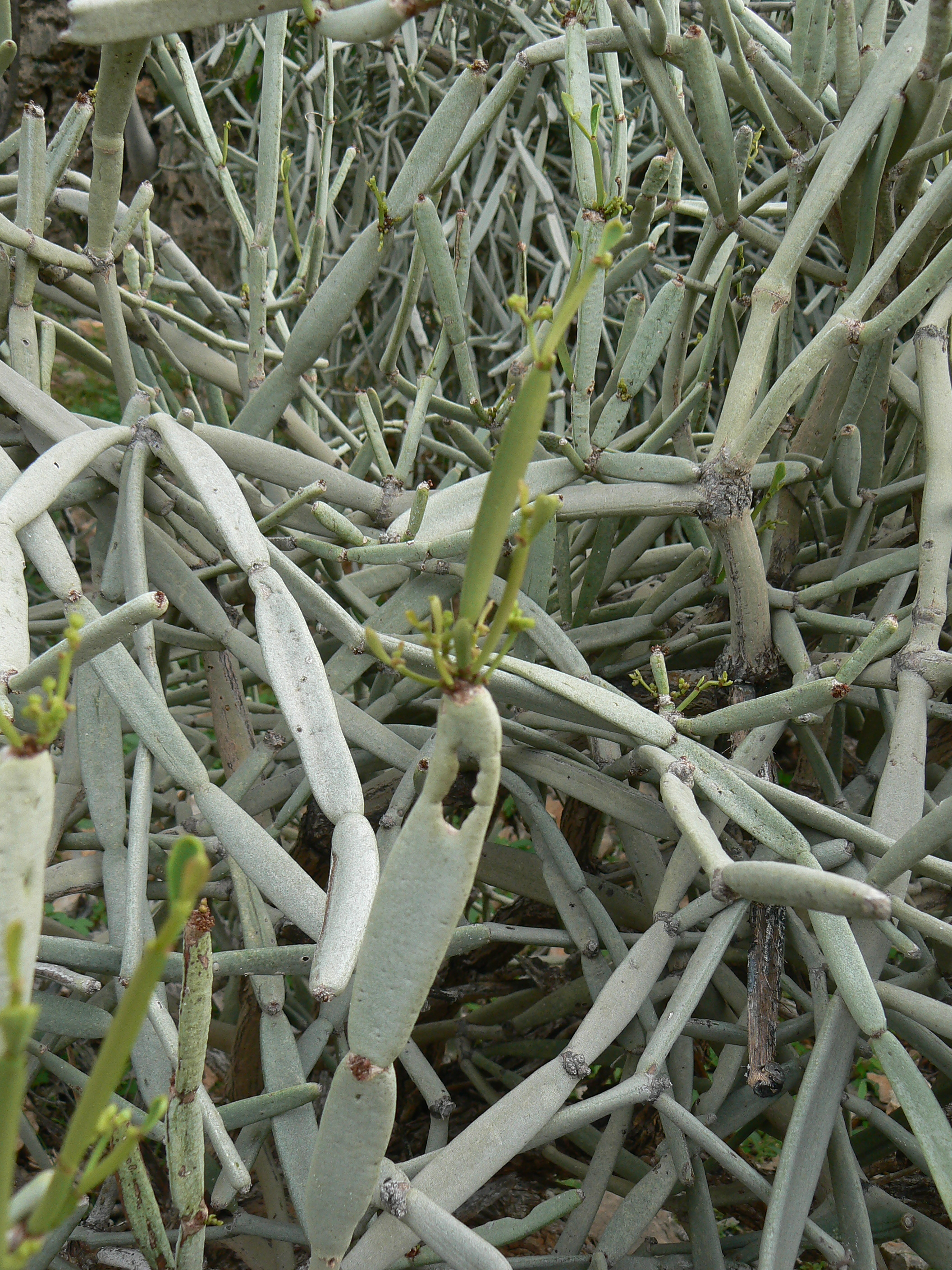
Sukulentní druh Cissus subaphylla
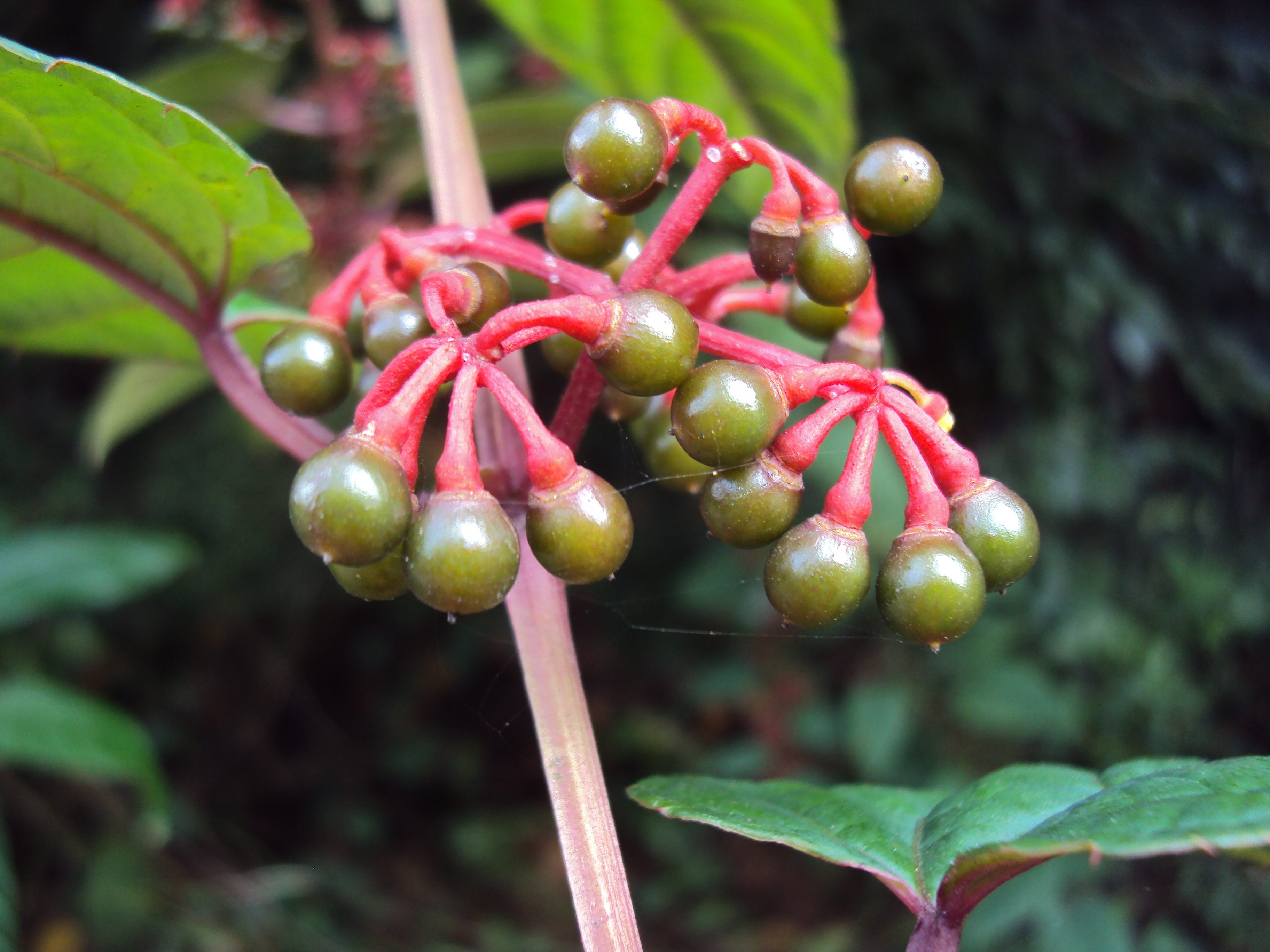
Plody Cissus javana

## Rozšíření
Rod žumen zahrnuje asi 320 druhů. Je to největší rod čeledi révovité, rozšířený v tropech celého světa. Centrum druhové diverzity je v Africe, kde roste asi 135 druhů. V Asii se vyskytuje 85 druhů, v tropické Americe 65, v Austrálii 12. Některé druhy rostou i v subtropech, druh Cissus striata přesahuje v Jižní Americe až do Patagonie a jižního Chile.

## Taxonomie
Rod Cissus byl v minulosti někdy slučován s rodem Cyphostemma. Molekulární výzkumy však blízkou příbuznost nepotvrdily.
Ve fylogenetické studii, vydané v roce 2013, bylo potvrzeno, že rod Cissus v klasickém pojetí je polyfyletický. Některé americké, australské a novoguinejské druhy tohoto rodu náležejí do 2 jiných příbuzných vývojových větví a v jejich taxonomii dojde následně ke změnám, zatímco asijské a africké druhy zůstávají vesměs beze změny. První takovou skupinu tvoří americké druhy Cissus striata, C. granulosa a C. simsiana, které jsou nejblíže příbuzné rodům Clematicissus a Rhoicissus. Do druhé skupiny náležejí některé australské druhy (Cissus antarctica, C. hypoglauca a několik dalších), americký C. trianae a několik novoguinejských druhů.

### Kladogram roduCissusa příbuzných rodů
|  | Ampelopsis                                                                                            |
|  | |
|  | \| \| skupina Cissus striata \| \| \| \| \| \| Clematicissus \| \| \| \| \| \| Rhoicissus \| \| \| \| |
|  | |
|  | skupina Cissus striata                                                                                |
|  | |
|  | Clematicissus                                                                                         |
|  | |
|  | Rhoicissus                                                                                            |
|  | |

|  | skupina Cissus striata |
|  |                        |
|  | Clematicissus          |
|  |                        |
|  | Rhoicissus             |
|  |                        |

|  | Ampelopsis                                                                                            |
|  | |
|  | \| \| skupina Cissus striata \| \| \| \| \| \| Clematicissus \| \| \| \| \| \| Rhoicissus \| \| \| \| |
|  | |
|  | skupina Cissus striata                                                                                |
|  | |
|  | Clematicissus                                                                                         |
|  | |
|  | Rhoicissus                                                                                            |
|  | |

|  | skupina Cissus striata |
|  |                        |
|  | Clematicissus          |
|  |                        |
|  | Rhoicissus             |
|  |                        |

V taxonomii některých známějších druhů tohoto rodu rovněž došlo ke změnám. Cissus rhomblifolia (žumen routolistý) je uváděn pod názvem Cissus alata, Cissus discolor jako Cissus javana.

## Zástupci
- žumen jižní (Cissus antarctica)
- žumen routolistý (Cissus alata, syn. C. rhombifolia)

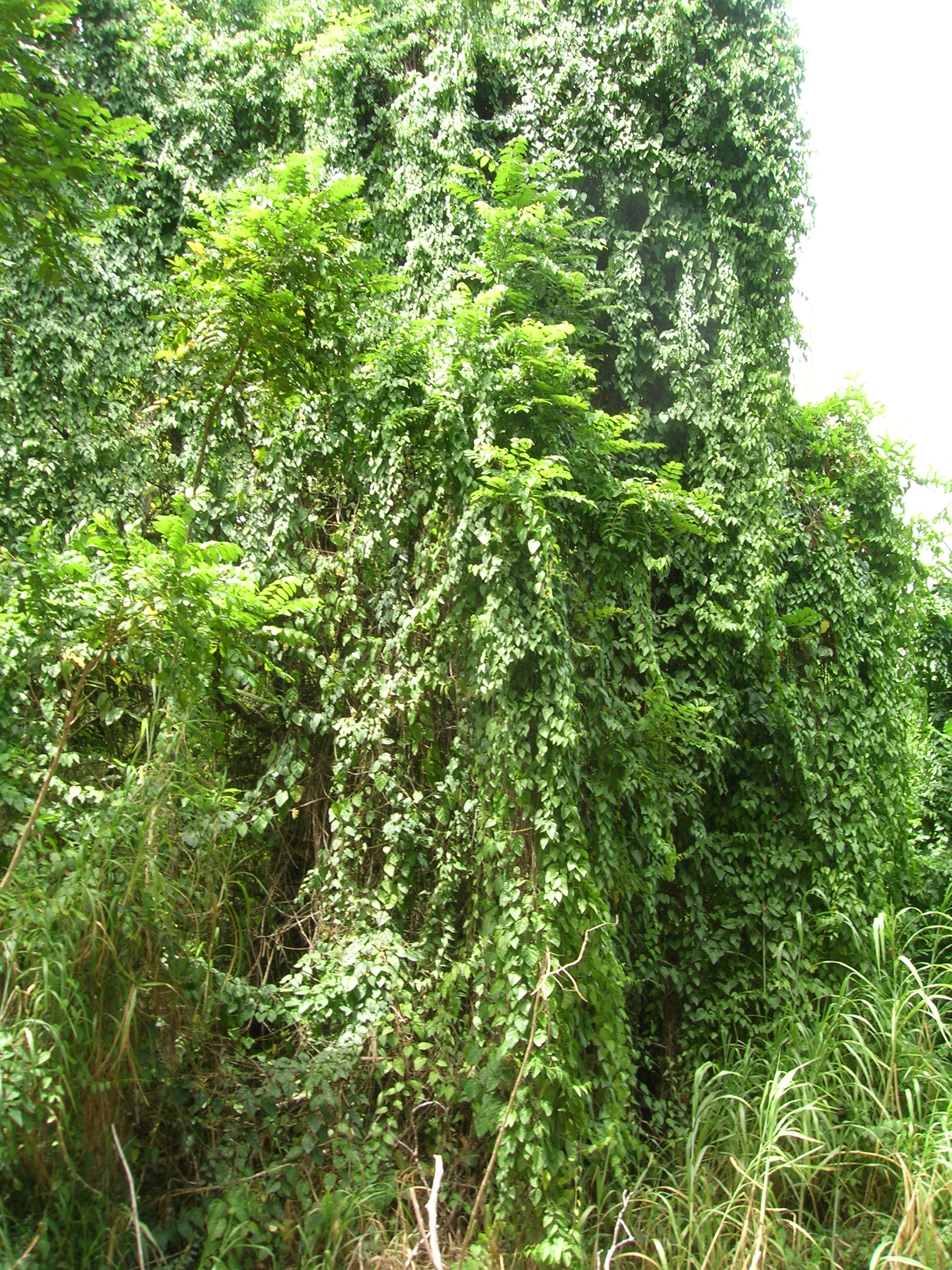
Cissus verticillata jako invazní rostlina na Havaji

## Význam
Některé druhy žumenů jsou pěstovány jako pokojové rostliny, zejména žumen routolistý (Cissus alata, syn. C. rhombifolia), pocházející z Jižní Ameriky, žumen jižní (Cissus antarctica) z východní Austrálie, Cissus javana (syn. C. discolor) z Indonésie, Cissus rotundifolia z východní Afriky a Cissus striata z Chile.
Druh Cissus verticillata z tropické Ameriky je znám jako rostlinný inzulin, má protizánětlivé a antidiabetické působení a je široce využíván v přírodní medicíně. V domorodé medicíně jsou používány i četné jiné druhy žumenů. Některé druhy jsou též pěstovány pro jedlé plody. Plody jihoamerického žumenu Cissus erosa jsou jedlé, extrakt ze stonků se používá jako srážedlo (koagulant) kaučukovníkového latexu. Z afrického druhu Cissus populnea se získává potravinářská guma, používaná k zahušťování potravin, léčiv i nátěrových hmot.
Některé druhy žumenu jsou invazní rostliny, např. Cissus nodosa na Tichomořských ostrovech a Cissus verticillata (syn. C. sycioides) na Havaji a v Texasu.

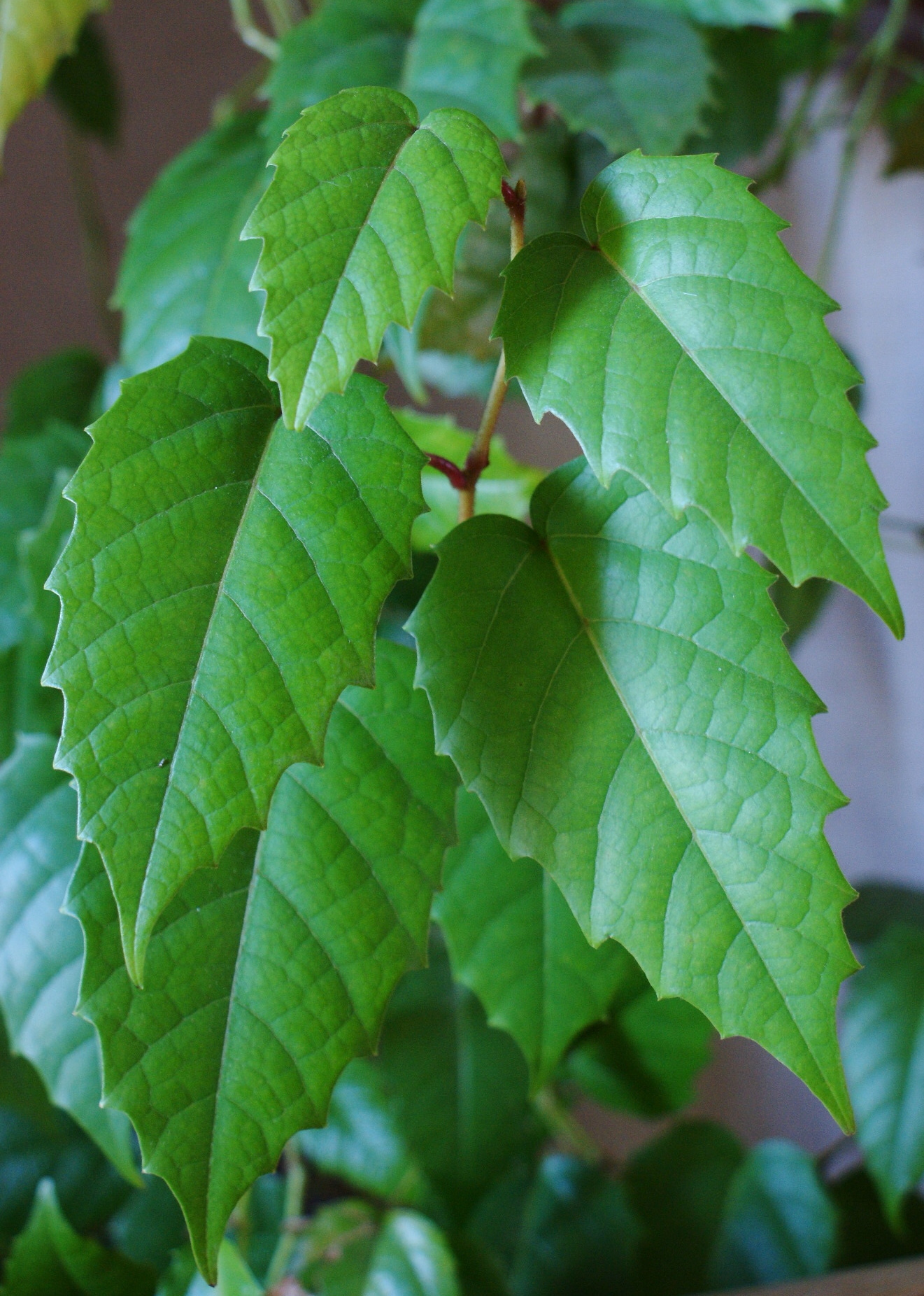
Žumen jižní (Cissus antarctica)
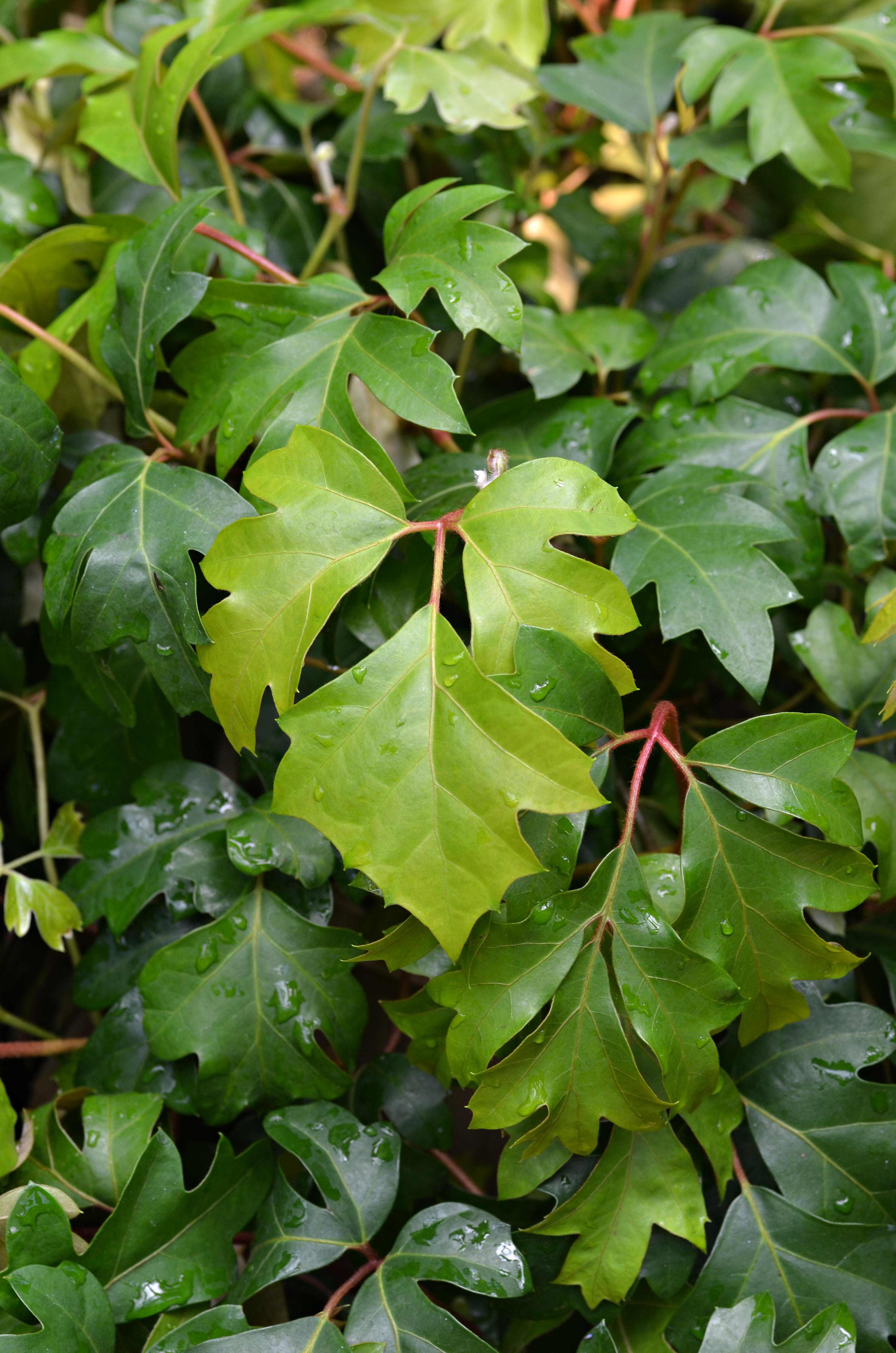
Žumen routolistý (Cissus alata)
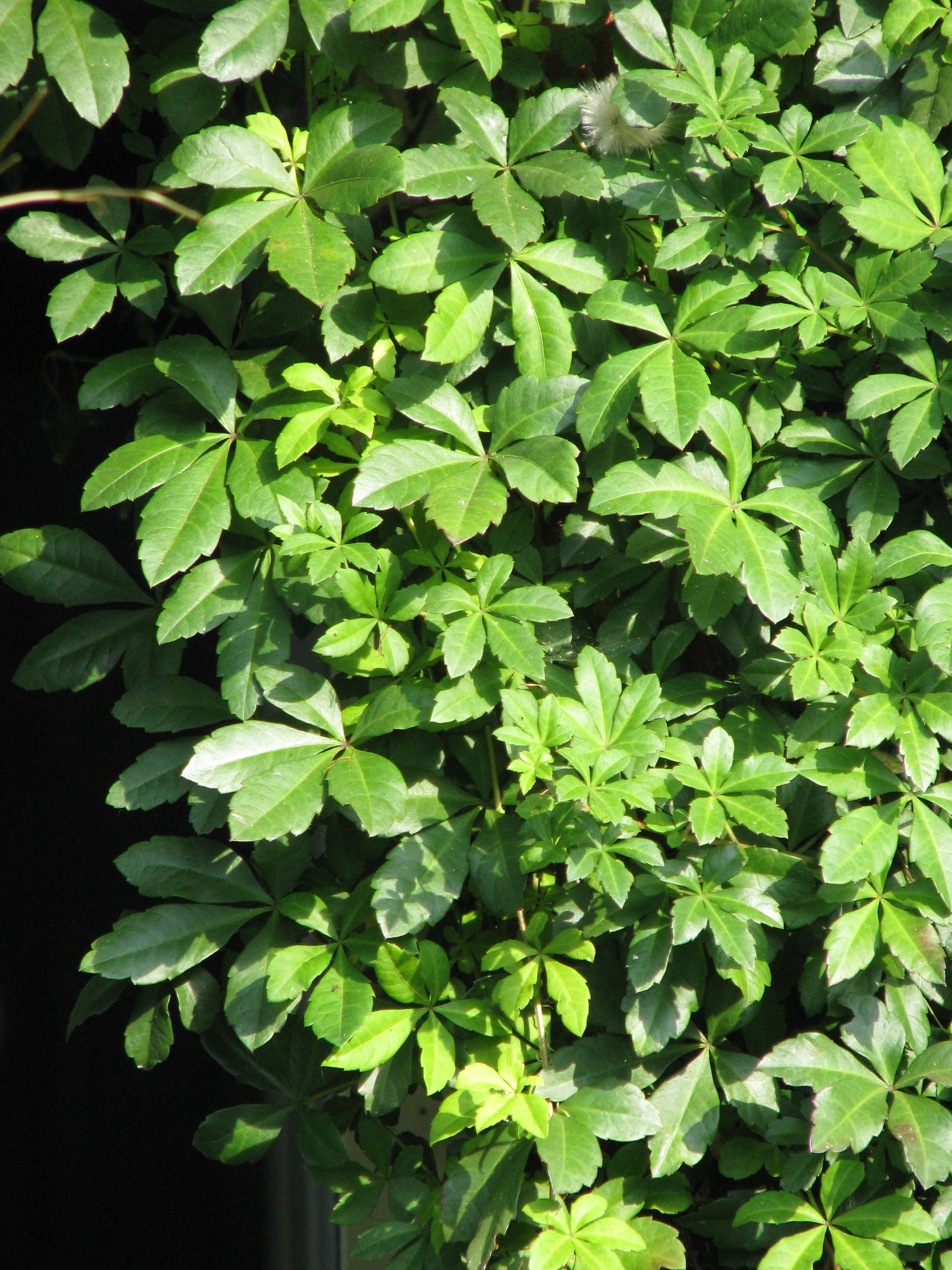
Cissus striata
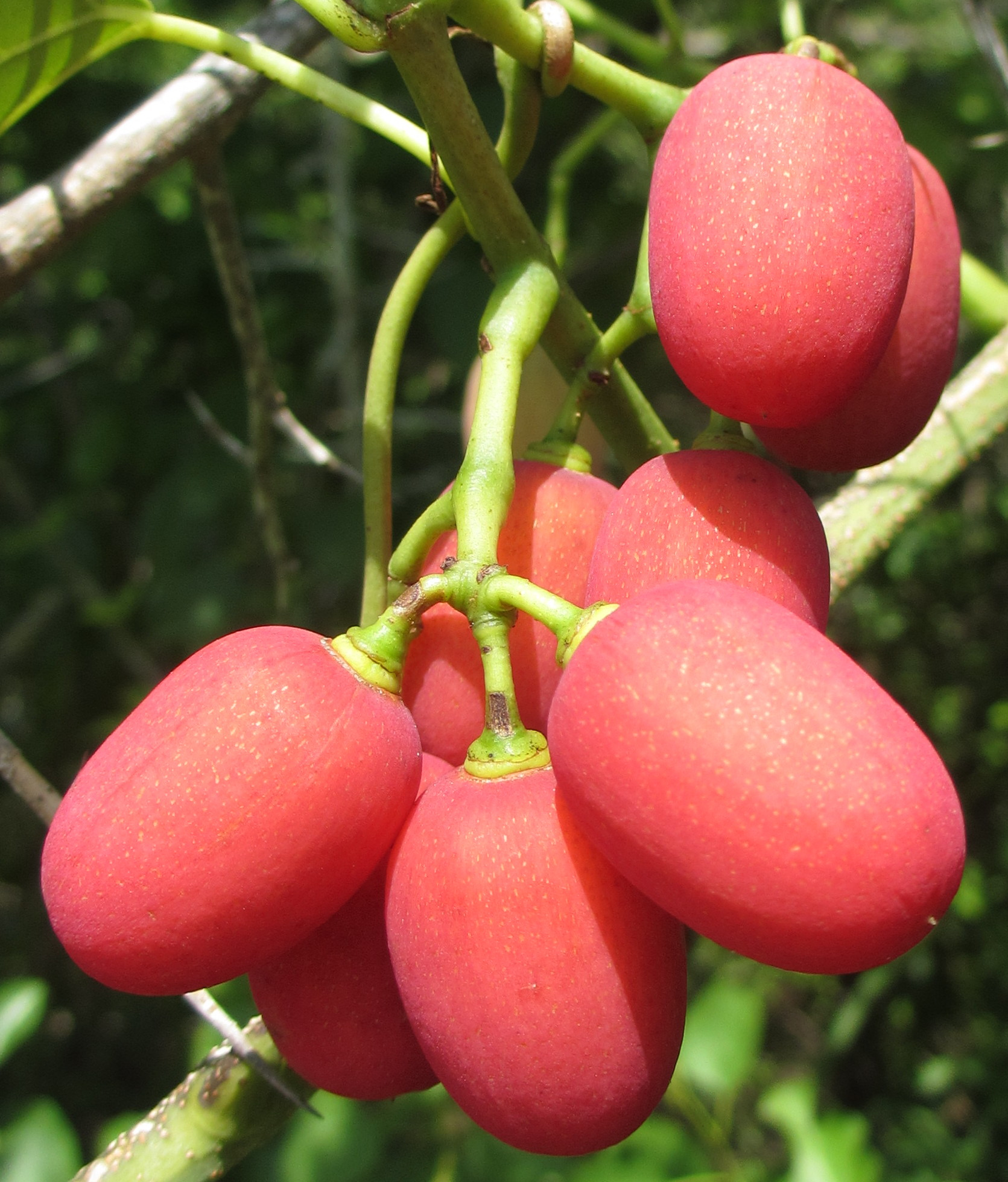
Jedlé plody afrického druhu Cissus welwitschii